# Serbin, Texas

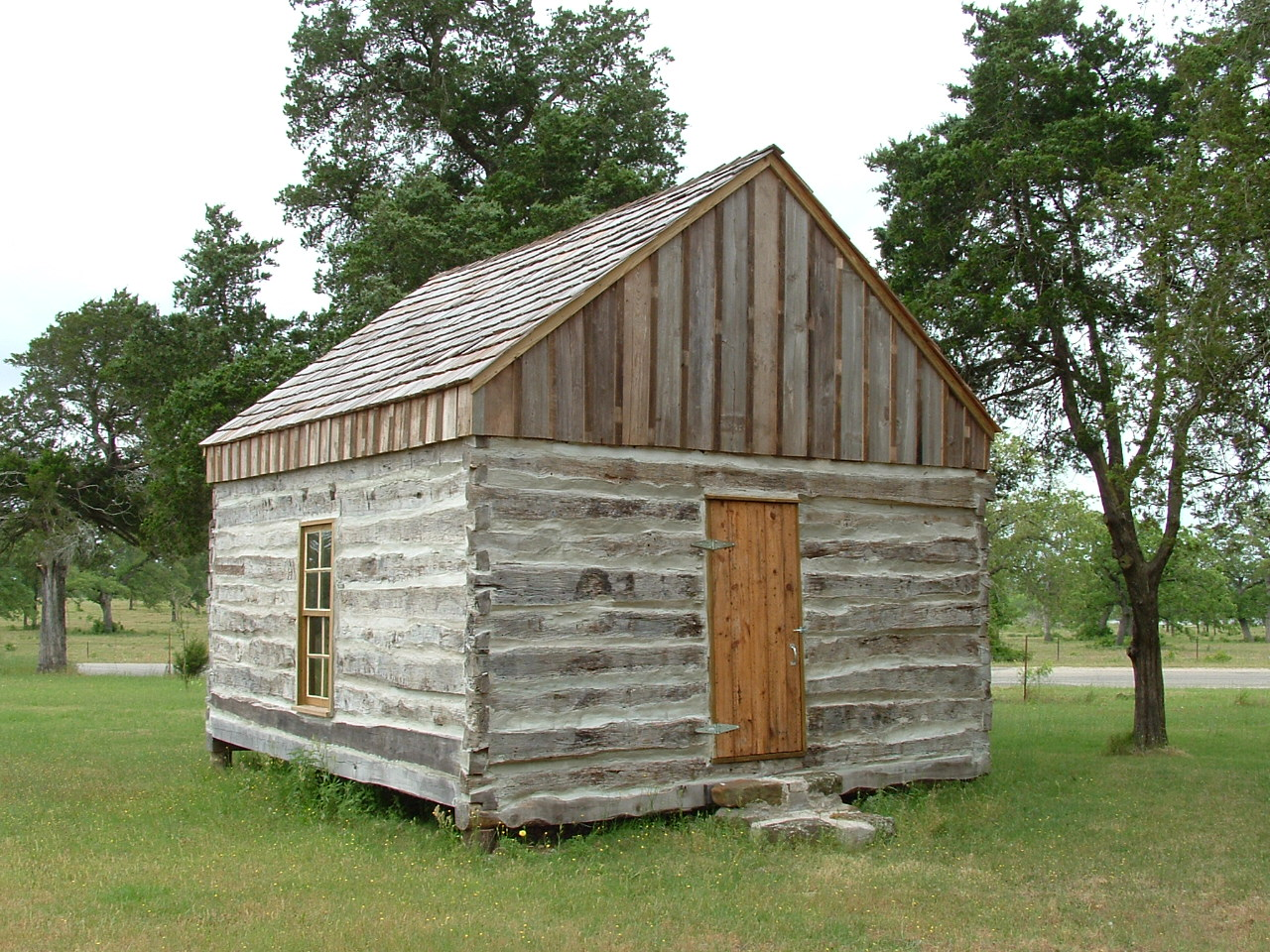
Cabină de pionieri sorabi în pavilionul Bisericii Luterane Sf. Paul. Cabina a fost casa lui John Kilian, dar a slujit și ca școală și biserică.

Serbin este o comunitate neîncorporată în sud-vestul comitatului Lee, Texas, Statele Unite. Situat la aproximativ 50 mile (80 km) est de Austin, a fost inițial fondată ca Low Pin Oak Settlement de către imigranți sorabi (Wendish) în Texas la mijlocul anilor 1850. Numele comunității a fost schimbat în Serbin, adică "pământul Sorab" în limba sorabă, înainte de 1860. (Sorbii nu ar trebui să fie confundați cu sârbii, deși numele celor două grupuri etnice slave au probabil o origine comună.) 

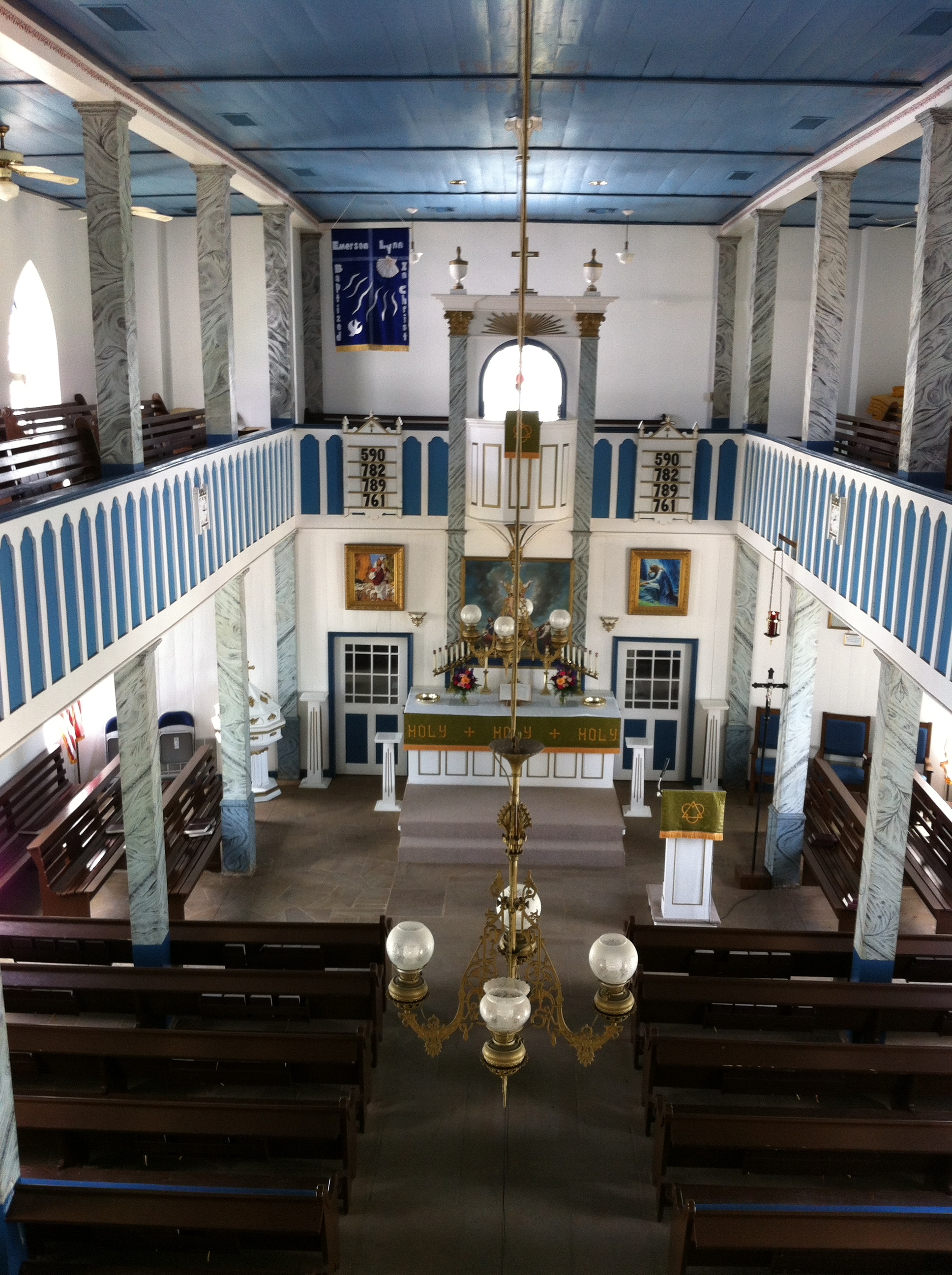
Interiorul bisericii Sf. Paul

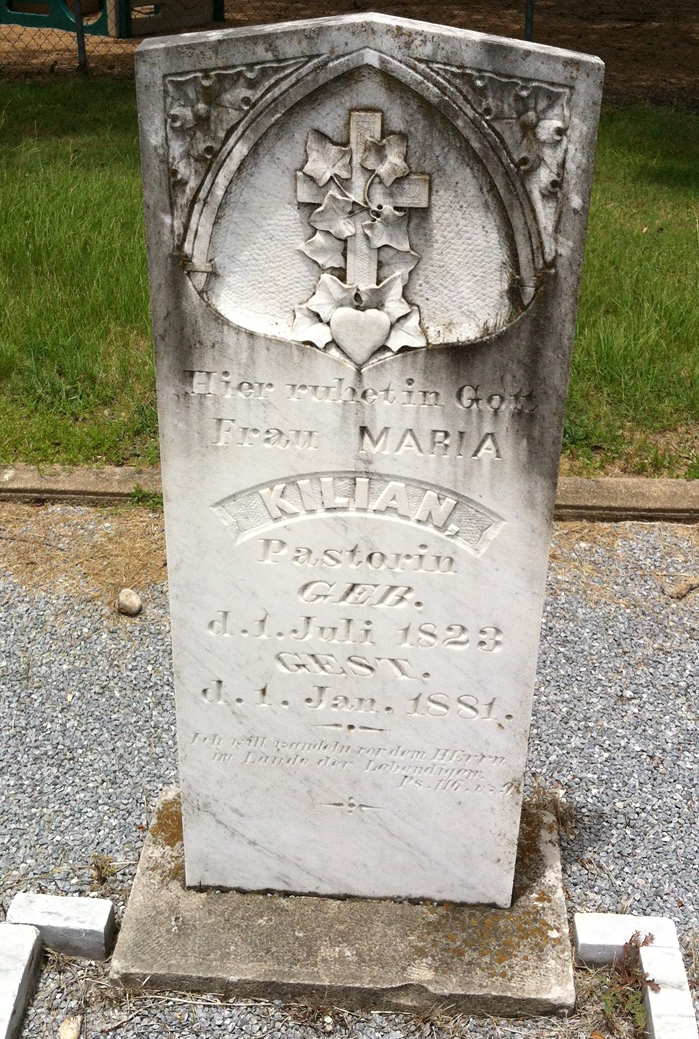
Mormântul lui Maria Kilian, în limba germană

Cea mai mare migrație unică a imigranților sorabi în Statele Unite s-a stabilit în Texas, folosind Serbin ca pe o "colonie mamă". La 20 septembrie 1854, aproximativ 550 de luterani sorabi din congregațiile din Prusia și Saxonia au plecat în Texas sub conducerea și îngrijirea pastorală a lui John Kilian. La sosirea în Texas, au devenit cei mai vechi membri ai Sinodului Missouri al Bisericii luterane din Texas. Biserica Sf. Paul, construită în 1871, este un exemplu tipic al arhitecturii sorabiene, încă folosită la slujbe religioase; cu amvonul situat în balconul din fața bisericii. 
Muzeul Texas Wendish Heritage este găzduit în orașul Serbin pe terenul bisericii Sf. Paul. Ocupând trei clădiri independente, inclusiv o fostă școală parohială a bisericii Sf. Paul, muzeul are de asemenea două exponate în aer liber ale unei cabane din lemn intacte și o parte a casei dogtrot. 

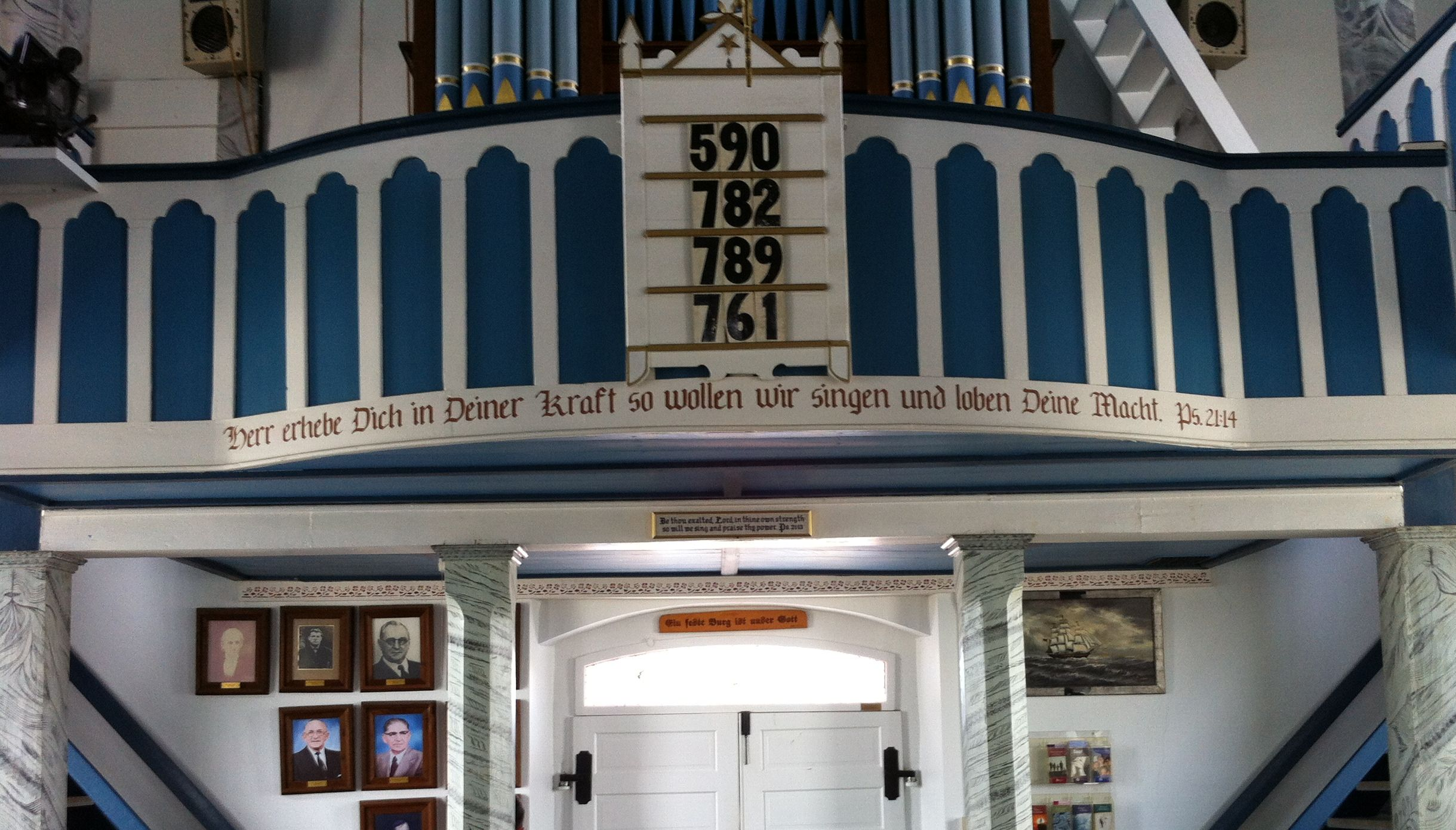
Interiorul bisericii. Versetul biblic este în germană

În cele din urmă, limba sorabă din Serbin a fost înlocuită de germană și engleză. Rev. Kilian avea chiar piatra de mormânt pentru soția sa Maria sculptată în germană, nu în sorabă; la fel a fost procedat și pentru piatra sa în 1884. 
Nici una dintre cele două limbi sorabe nu este vorbită fluent sau în mod regulat în Serbin. Conform recensământului din 2000, 37 de persoane din zona codului ZIP 78942 (care cuprinde și Giddings și alte orașe din apropiere) au vorbit acasă o altă limbă slavă în afară de poloneză sau rusă.